# Batalha de Ligny
A Batalha de Ligny foi um combate ocorrido em 16 de junho de 1815 em Ligny, atualmente Bélgica, entre as tropas francesas e as prussianas antes da Batalha de Waterloo, que acabou com a vitória das forças francesas de Napoleão Bonaparte sobre o exército prussiano de Gebhard Leberecht von Blücher. 

## Antecedentes
Os prussianos se estabeleceram ao longo do córrego Ligny, tendo todas as fazendas, e ficaram localizados em boas posições defensivas relativamente. No entanto, Blücher tinha estreitado demais seu flanco esquerdo e deixou exposto o flanco direito para a artilharia francesa.

## A batalha
Napoleão iniciou o ataque entre as 14h30 e as 15h00, ordenando a parte do II e III Corps de exército atacar a granja de San Amaund e Ligny. Esse primeiro ataque contra Ligny teve êxito no início, mas pouco depois os franceses foram expulsos. O ataque sobre San Amaund teve mais sucesso e os franceses romperam as linhas prussianas, apesar deles oferecerem uma forte resistência. Esse combate se prolongou até às 17h00.
Foram vistas algumas tropas aproximando-se do flanco esquerdo francês, pelo que Napoleão deteve seu ataque enquanto enviava um ajudante de campo para averiguar se eram prussianas ou francesas. Finalmente, resultou ser o I Corps de exército francês de Erlon, mas quando estavam a ponto de entrar em combate deram a volta, provocando o enfado do imperador. O marechal Ney exortou-os a ajudar na batalha de Quatre Bras e, finalmente, o I Corps de Exército não se envolveu em qualquer luta.
Por causa da confusão, o ataque de Napoleão estava atrasado cerca de uma hora, enquanto as forças prussianas se reagruparam e tentou revidar, mas não foi eficaz na manobra. Os prussianos foram finalmente cercados e o centro fugiu quando Napoleão enviou sua Guarda Imperial para esmagar. No entanto, a defesa intransigente mostrada por ambos os flancos da Prússia e a carga de cavalaria liderada por Blücher (que tinha sido anteriormente Hussardo), impediu que o exército prussiano fosse completamente cercado. Ao cair da noite, cerca de 21h00, todas as formações prussianas haviam deixado a batalha. Na ala direita, o tenente-general prussiano do I Corpo Ziethen lentamente retirou a maior parte de sua artilharia, deixando uma retaguarda perto de Brye para retardar a perseguição francesa. À esquerda, o III Corpo de Exército do tenente-general Thielemann retirou-se quase incólume, deixando uma retaguarda forte cobrindo o retiro em Sombreffe. Estas formações posteriores mantiveram suas posições até quase meia-noite antes de seguir o exército em retirada.

## Conclusão
Se o II Corpo de exército de Ney e o III Corpo de exército de cavalaria não tivessem bloqueado o exército aliado na Batalha de Quatre Bras no mesmo dia, as unidades aliadas poderiam ter atingido a estrada Nivelles-Namur no lado direito das posições da Prússia, da mesma forma que os prussianos chegaram no flanco esquerdo das linhas aliadas no Batalha de Waterloo dois dias depois. Este foi o motivo que Napoleão enviou Ney bloquear estradas no cruzamento de Quatre Bras. Sua estratégia era cruzar a fronteira quase em segredo e atacar os exércitos aliados, antes que pudessem tornar-se ligados, o que poderia ter deixado o seu exército em desvantagem.
Por ter sido capaz de lidar com eles separadamente, os exércitos aliados haviam sido os que se encontravam em menor número. Nas palavras de Wellington, surpreso com a estratégia do Imperador, "Napoleão me enganou". Ao dirigir os prussianos de volta para as suas linhas e ao enviar Grouchy com um Corpo de Exército para persegui-los e evitar que se reagrupassem e pudessem ajudar às formações de Wellington, Napoleão pensou que tinha feito o suficiente para evitar o agrupamento inimigo.
Produziu-se posteriormente um intenso debate sobre o quê teria acontecido no caso do I Corpo de Exército de Erlon ter tomado parte em Ligny ou Quatre Bras, mas por fim não o fez e Napoleão foi ao encontro de seu destino em Waterloo.